# Ministry for Women
Das Ministry for Women, in Maori Minitatanga mō ngā Wāhine, ist ein Ministerium und Public Service Department (Behörde des öffentlichen Dienstes) in Neuseeland, das allein für die Belange der Frauen in Neuseeland zuständig ist.

## Geschichte
Am 19. November 1984 billigte das Kabinett der damaligen Regierung der New Zealand Labour Party das Ministerium Ministry of Women’s Affairs zu gegründet, aus dem dann im Dezember 2014 das Ministry for Women gebildet wurde.
Doch die Ursprünge des Ministeriums gehen weiter zurück bis in die 1970er Jahre, in denen sich die Women’s Liberation Movement (Frauenbefreiungsbewegung) in Neuseeland formte. Von dieser Bewegung wurden Forderungen wie, gleichberechtigter Zugang zu Bildungs- und Beschäftigungsmöglichkeiten, gleiche Bezahlung, kostenlose Kinderbetreuung sowie kostenlose Verhütung und Abtreibung auf Verlangen gestellt.
1973 bildete die damalige Labour-Regierung auf Druck der Bewegung schließlich einen Sonderausschuss, der sich mit den Fragen von Frauenrechten befasste und nachdem die Vereinten Nationen 1975 das Internationale Jahr der Frau ausrief, entschied die Regierung ein Komitee für Frauen einzurichten. 1981 wurde dieses Komitee durch das Advisory Committee on Women’s Affairs (ACWA) ersetzt. Im November 1984 wurde von der damaligen Labour-Regierung schließlich das Ministry of Women’s Affairs eingerichtet und per Gesetz im März 1985 als eigenständiges Ministerium definiert und geführt.

## Ziele und Aufgaben
Die Ziele des Ministeriums, das als Berater der Regierung fungiert sind:
- sicherzustellen, dass die Beiträge von Mädchen und Frauen in der Gesellschaft geschätzt werden,
- sicherzustellen, dass alle Mädchen und Frauen finanziell abgesichert sind und uneingeschränkt am gesellschaftlichen Leben teilnehmen und Erfolg haben können,
- sicherzustellen, dass alle Mädchen und Frauen frei von allen Formen der Gewalt und Belästigung sind.[4]

Dazu wurden folgende Hauptaufgaben des Ministeriums formuliert:
- Beratung der neuseeländischen Politik zur Verbesserung der Ergebnisse für Frauen in Neuseeland
- Handhabung der internationalen Berichtspflichten Neuseelands in Bezug auf den Status der Frauen
- Bereitstellung geeigneter weiblicher Kandidaten für die Berufung in die State Sector Boards und Komitees
- Bereitstellung von Unterstützungsdiensten für die Frauenministerin.[4]